# Mirabello-klass
Mirabello-klassen var en klass av tre spaningskryssare som byggdes för Regia Marina (den kungliga italienska flottan) under första världskriget. Carlo Alberto Racchia sänktes av en mina i Svarta havet under de allierades ingripande i det ryska inbördeskriget 1920. De återstående två fartygen, som var föråldrade 1938, omklassades till jagare och deltog i andra världskriget. Carlo Mirabello sänktes också av en mina när hon eskorterade en konvoj 1941. Det sista överlevande fartyget, Augusto Riboty, byggdes om till konvojeskort 1942-1943. Torpedtuberna togs bort och sjunkbomber och 20 mm luftvärnskanoner lades till. Hon överlevde kriget och överfördes till Sovjetunionen som krigsskadestånd 1946. Fartyget skrotades fem år senare.

## Design och beskrivning
Fartygen utformades som spaningskryssare ("esploratori"), i huvudsak förstorade versioner av samtida jagare. De hade en total längd på 103,75 meter, en bredd på 9,74 meter och ett djupgående på 3,3 meter. De hade ett deplacement på 1 784 ton vid standardlast och 2 040 ton vid fullast. Deras besättning bestod av 8 officerare och 161 värnpliktiga.
Mirabello-klassen drevs av två växlade Parsonsturbiner som var och en drev en propelleraxel med hjälp av ånga från fyra Yarrowpannor. Turbinerna var dimensionerade till 44 000 hästkrafter (33 000 kW) för en hastighet på 35 knop (65 km/h). Fartygen hade tillräckligt med bränsle för att ha en räckvidd på 2 300 nautiska mil (4 300 km) vid en hastighet på 12 knop (22 km/h).
Deras huvudbestyckning bestod av åtta 35-kalibriga Cannone da 10,2 cm 35 S Modello 1914-kanoner i enkelmontage, en vardera för och akter om överbyggnaden på mittlinjen och de återstående kanonerna placerade på bredsidan mittskepps. Carlo Mirabello var det enda skeppet som färdigställdes i denna konfiguration, eftersom systerskeppen bytte ut en 40-kalibrig Cannone da 15,2 cm 40 A Modello 1891 mot den främre 10,2 cm kanonen; medan Carlo Mirabello gjorde samma byte 1917. Kanonen visade sig vara för tung för fartygen och dess eldhastighet var för långsam. Luftvärnsbestyckningen för Mirabello-klassen tillhandahölls av ett par 40-kalibriga Cannone da 7,6 cm 40 Modello 1916 kanoner i enkelmontage. De var utrustade med fyra 45 cm torpedtuber i två tvillingmontage, ett på varje bredsida. Augusto Riboty kunde transportera 120 sjöminor, medan hennes systerfartyg bara kunde medföra 100.

### Modifieringar
År 1919 beväpnades fartygen med åtta 45-kalibriga Cannone da 10,2 cm/45 S, A Modello 1917-kanoner som var placerade enligt Carlo Mirabellos ursprungliga konfiguration. 7,6 cm kanonerna ersattes 1920-1922 av ett par 39-kalibriga Cannone da 40 mm/39 automatkanoner i enkelmontage.

## Skepp i klassen
| Namn                  | Kölsträckt       | Sjösatt           | Färdigställd     | Öde                                                       |
| --------------------- | ---------------- | ----------------- | ---------------- | --------------------------------------------------------- |
| Carlo Mirabello       | 21 november 1914 | 21 december 1915  | 24 augusti 1916  | Sänkt av en mina 21 maj 1941                              |
| Carlo Alberto Racchia | 10 december 1914 | 2 juni 1916       | 21 december 1916 | Sänkt av en mina 21 juni 1920                             |
| Augusto Riboty        | 27 februari 1915 | 24 september 1916 | 5 maj 1917       | Tagen som krigsbyte av Sovjetunionen, senare skrotad 1951 |